# مارسيا غونزاليس
مارسيا غونزاليس (10 فبراير 1975 - ) (بالإسبانية: Marcia González)‏ هي لاعبة كرة طائرة المكسيك.

## وصلات خارجية
- مارسيا غونزاليس على موقع عالم الكرة الطائرة (الإنجليزية)